# Kabinett Oertzen
Das Kabinett Oertzen bildete vom 1. Juli 1858 bis zum 30. Juni 1869 die von Großherzog Friedrich Franz II. eingesetzte Landesregierung von Mecklenburg-Schwerin.
Oertzen verfolgte eine Politik der Erhaltung der mecklenburgischen Eigenständigkeit und versuchte die Einführung des allgemeinen Wahlrechts im Norddeutschen Bund zu verhindern oder zumindest zu verzögern. 1866 befürwortete er im sich anbahnenden Krieg zwischen Preußen und Österreich eine bewaffnete Neutralität Mecklenburgs. Der Großherzog entschied sich jedoch für militärische Mitwirkung an der Seite Preußens. Die Folge war, dass von Oertzen sein Abschiedsgesuch einreichte, das aber auf Wunsch des Großherzogs verschoben wurde, so dass Oertzen die Bündnisverhandlungen mit Preußen führen musste. 1869 erbat er endgültig seinen Abschied, der ihm auch gewährt wurde.
| Amt | Name                                                                                           |
| Staatsminister, Präsident des Staatsministeriums Auswärtige Angelegenheiten und Großherzogliches Haus Inneres, 1. Juli 1858 – 10. April 1866 | Jasper von Oertzen                                                                             |
| Inneres | Georg Wilhelm von Wetzell, ab 10.4.1866                                                        |
| Justiz1 | Wilhelm von Schröter, 1. Juli 1858 – 2. Januar 1866 Hermann von Buchka, ab 2. Januar 1866      |
| Finanzen | Theodor Diederich von Levetzow, 1. Juli 1858 – 1. Juli 1867 Adolph von Müller, ab 1. Juli 1867 |

1 Das Justizministerium beinhaltete die Abteilungen für die geistlichen, die Unterrichts- und die Medizinalangelegenheiten.